# Parc national de Tortuguero
Le parc national de Tortuguero est un parc national situé dans la province de Limón au Costa Rica. Le site fait aussi partie de la Humedal Caribe Noreste, une zone humide d'une importance internationale de la convention de Ramsar.
Le parc se situe dans la province de Limón au nord-est du Costa Rica. C'est le troisième parc le plus visité du Costa Rica, malgré le fait que l'endroit soit uniquement accessible par avion ou bateau.

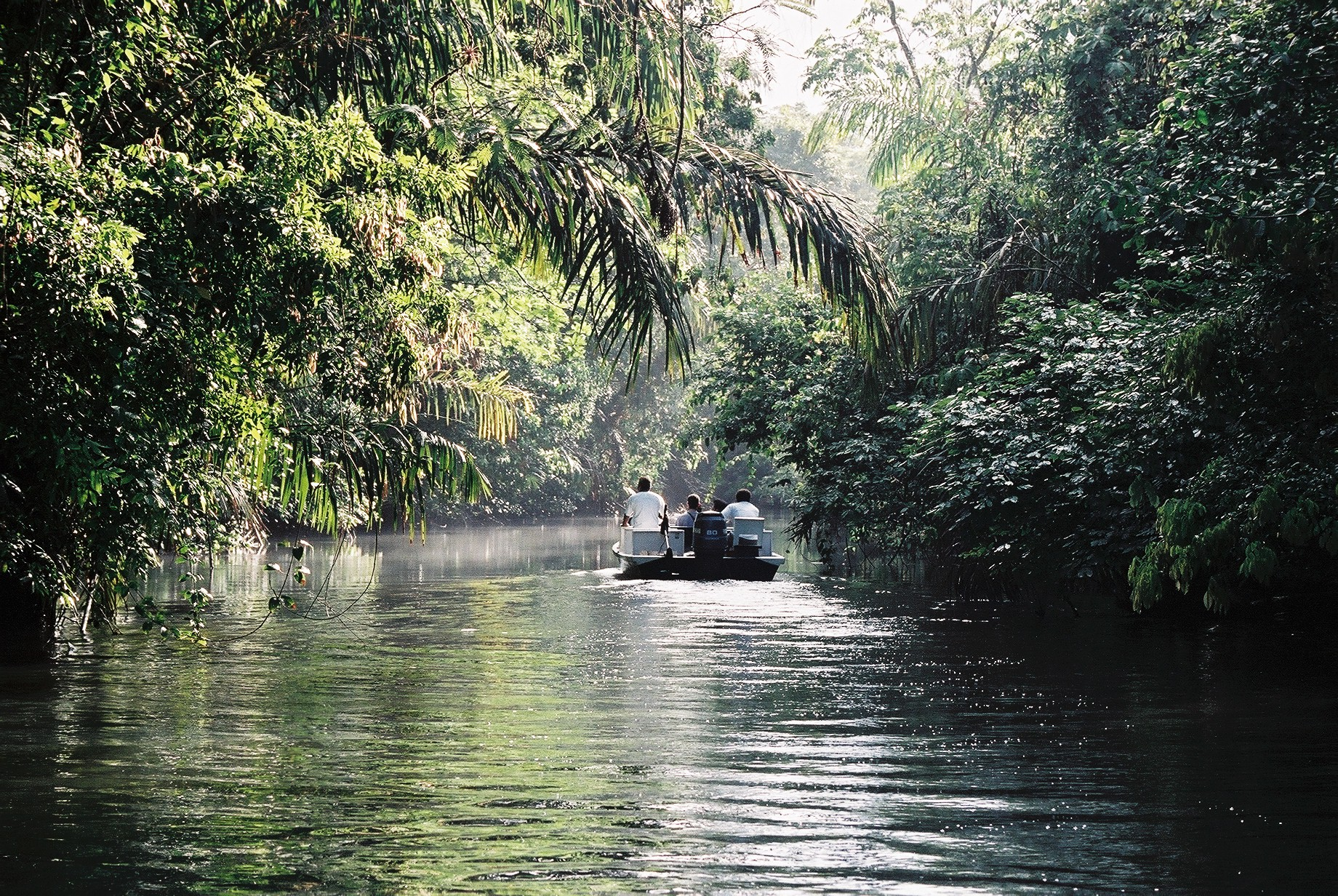
Balade en bateau dans les canaux de Tortuguero.

## Milieux
Le parc compte une incroyable variété biologique grâce à l'existence à l'intérieur de la réserve de onze habitats différents, incluant la forêt humide, les marais, les plages, et les lagons. Le site est situé dans un climat tropical, où il fait très humide et où l'on compte 6300 mm de pluie par an.

## Faune
Le parc se situe sur la côte Caribéenne fréquentée par des dauphins, où ses plages sont le lieu de nid pour les tortues de mer, telles que les tortues imbriquées, les tortues caouannes, les tortues vertes et les tortues luths.  Les rivières internes au parc sont le lieu de vie de populations fragiles des lamantins, mais aussi des caïmans, des crocodiles et des lépisostes qui sont considérés comme fossile vivant.  Les forêts sont le lieu de vie des jaguars et des paresseux. Des lézards et des grenouilles empoisonnées habitent aussi cet endroit, ainsi que 375 espèces d'oiseaux incluant les Alcedinidae, les Ramphastidae, les Grand Hérons, les toucans et les perroquets. Il y a plus de 400 espèces d'arbres et approximativement 2 200 d'espèces de plantes.

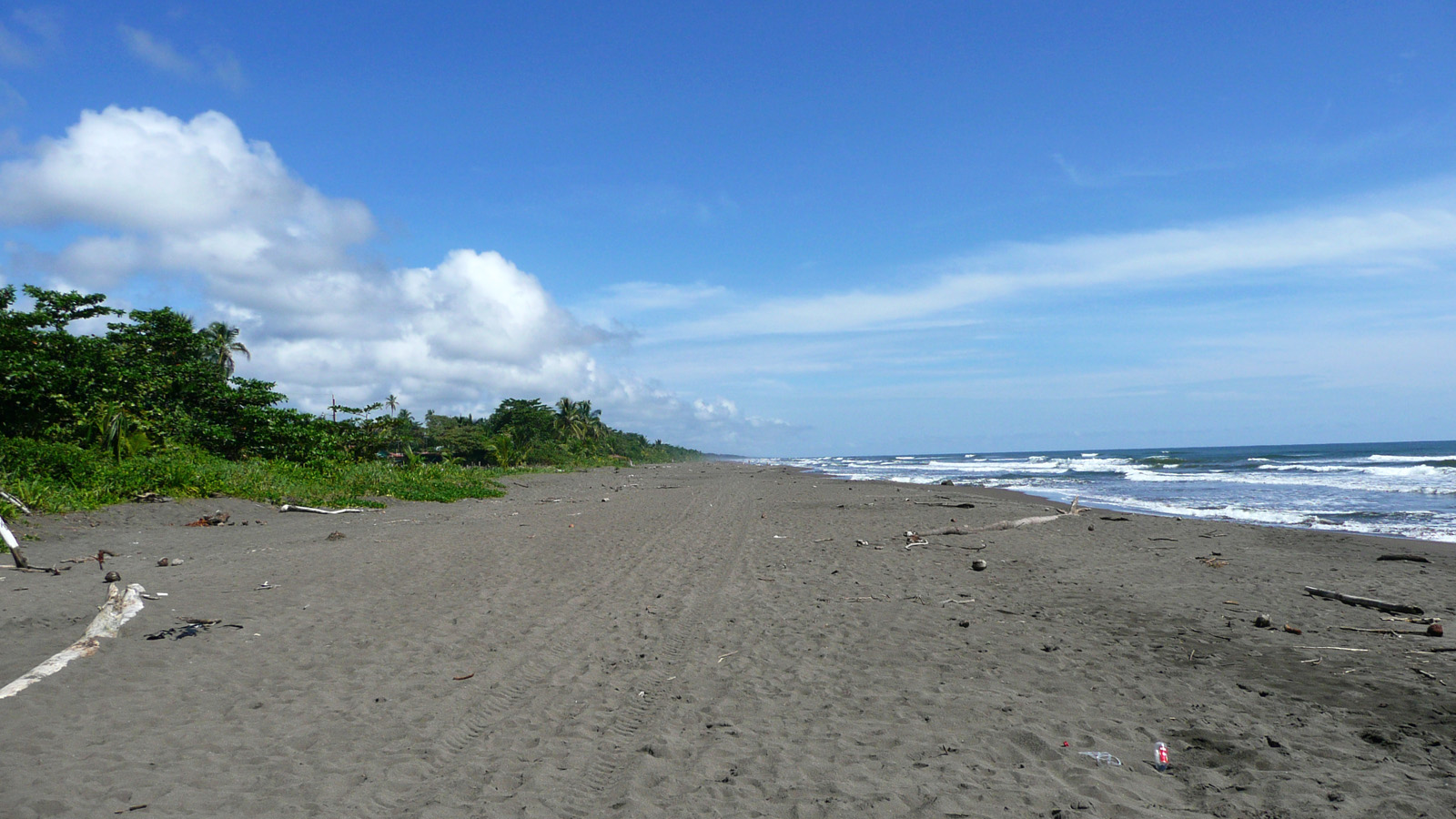
Côté de la mer des Caraïbes.
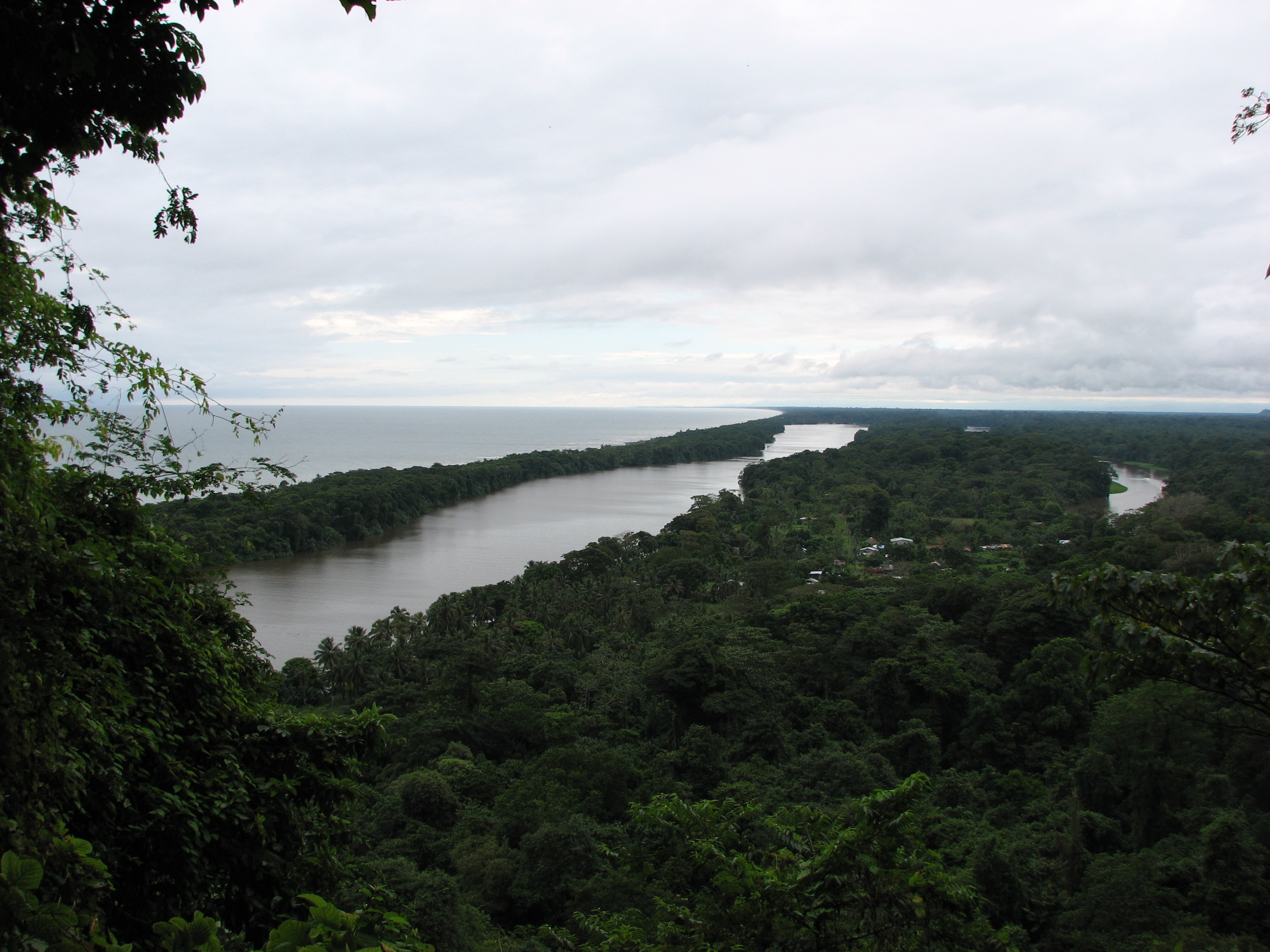
Palmeraie et mangroves de la côte atlantique.
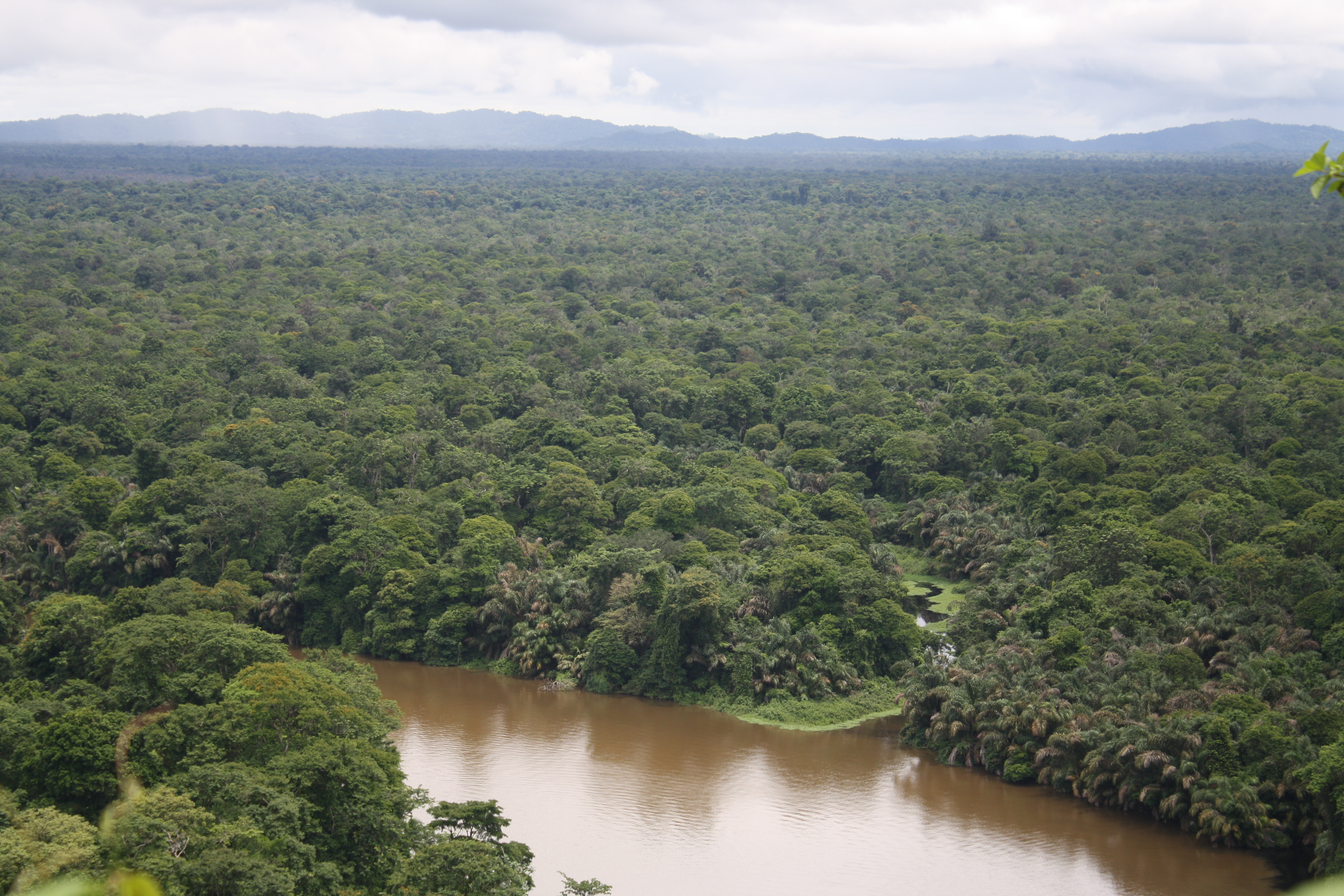
Forêt de palmiers dans les marais de Manicaria et Raphia.
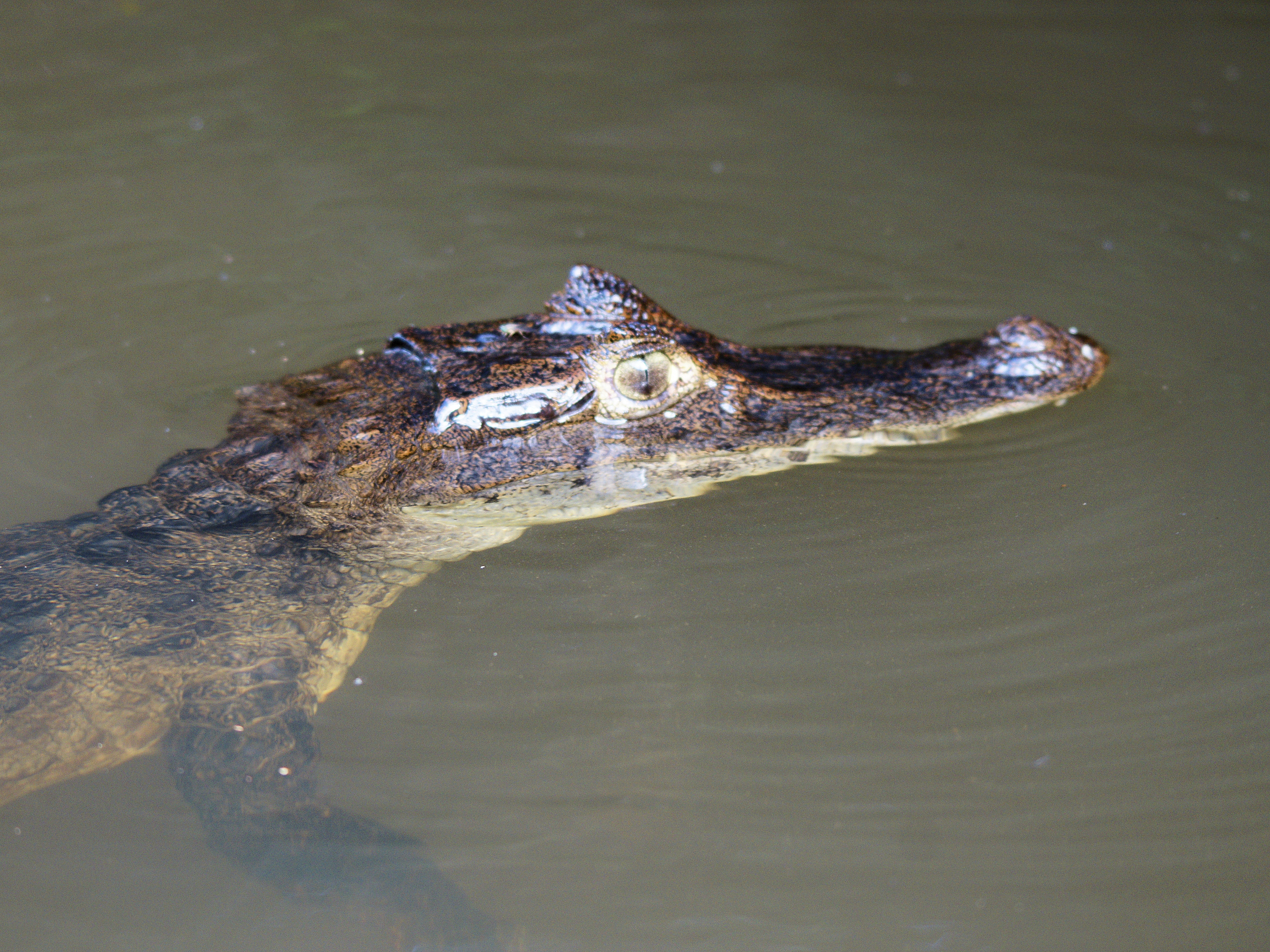
Caïman à lunettes.

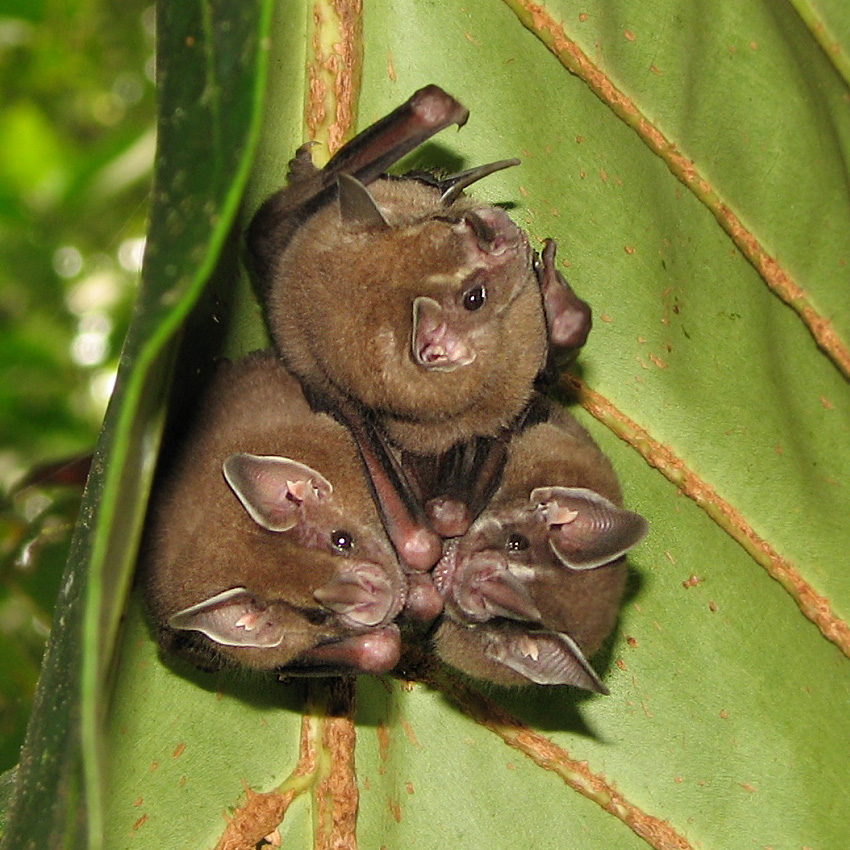
chauves souris frugivores suspendues sous une feuille.
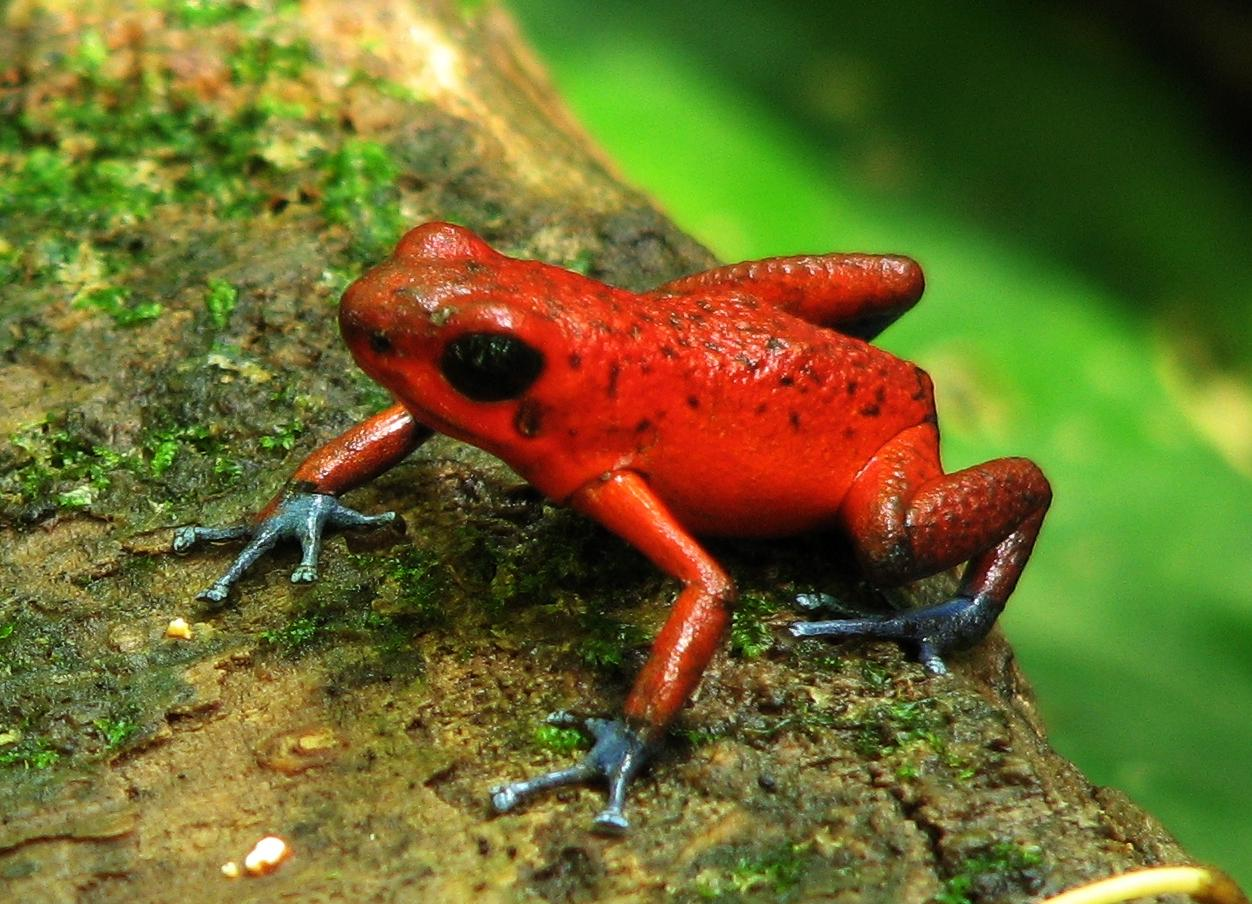
Grenouille des fraises.
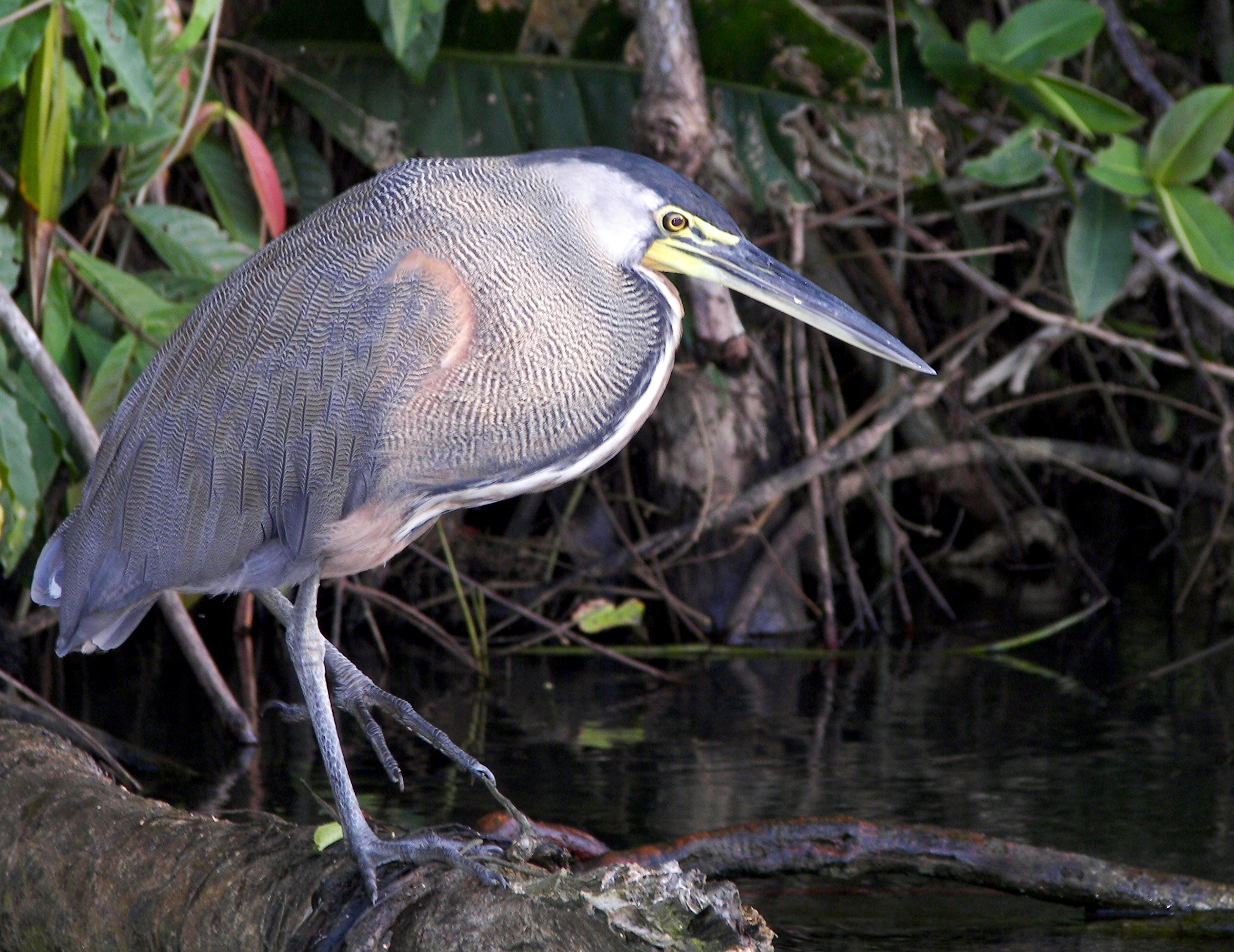
Onoré du Mexique.
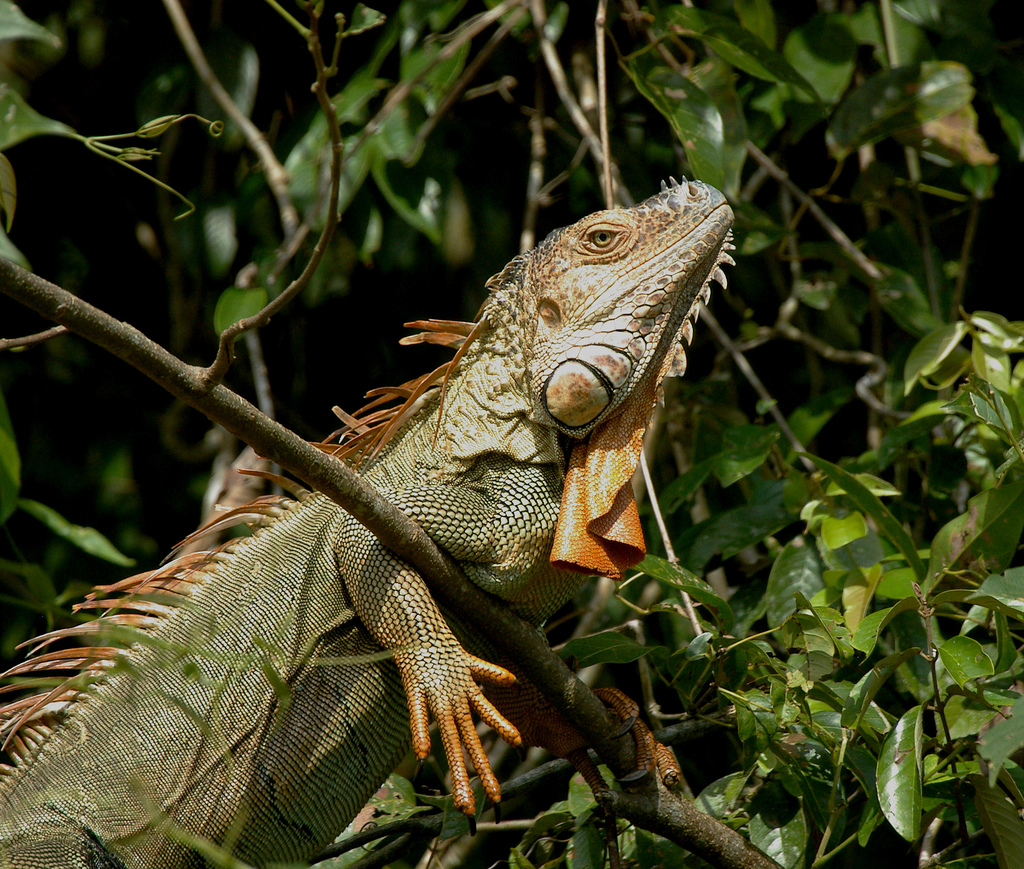
Iguana se prélassant au soleil.

## Accès et visite du Parc
L'entrée du parc est accessible à partir du centre de Cuatro Esquinas dans le village de Tortuguero, dans la partie nord du parc.
À partir de ce point, le visiteur dispose de différents chemins, trois pistes aquatiques et une piste par les chemins.
La piste de randonnée est appelée Gavilan Trail et mesure 1 920 mètres de long. Les trois pistes aquatiques sont Harold (la plus connue), Mora et Chiquero[réf. nécessaire].